# 天津城市规划

天津中心城区规划沙盘

滨海新区规划沙盘

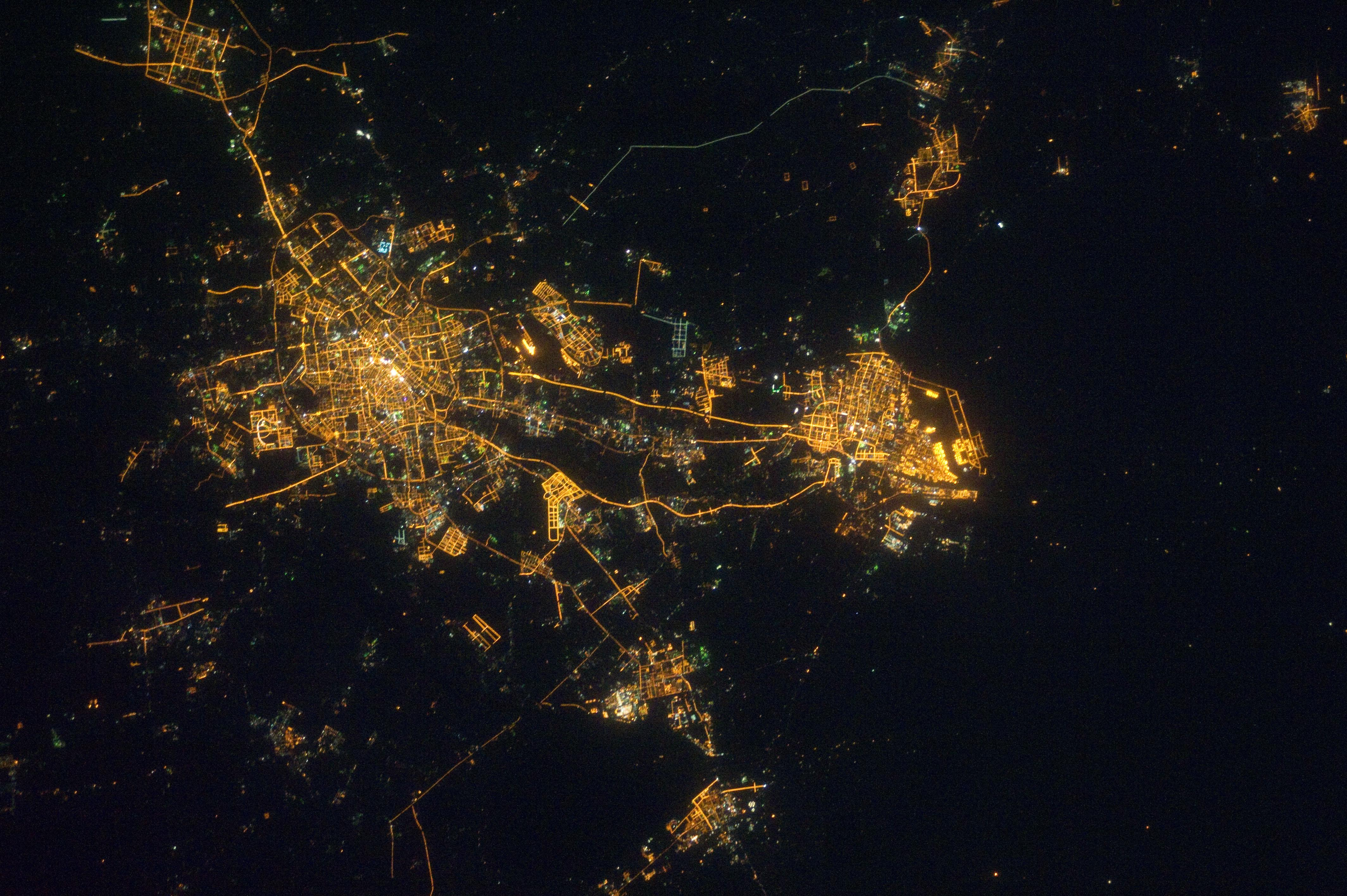
从国际空间站拍摄的天津中心城区和滨海新区

天津城市规划，是关于天津市的城市规划和建设的情况。天津的城市聚落自古因漕运而兴起，明永乐二年十一月二十一日（1404年12月23日）正式筑城，是中国古代唯一有确切建城时间记录的城市。天津由于近代天津租界的开发，成为中国较早引入西方城市规划理念并进行发展和实践的城市。从古代的筑城到近代开埠专管租界的独立规划建设，再到1949年后的规划发展，天津的城市空间结构已经逐渐从单一型城市发展成为“双城双港”的结构，“双城”是指天津市中心城区和滨海新区核心区；“双港”是指天津港和天津南港。

## 历史沿革

### 古代筑城

天津城厢保甲全图

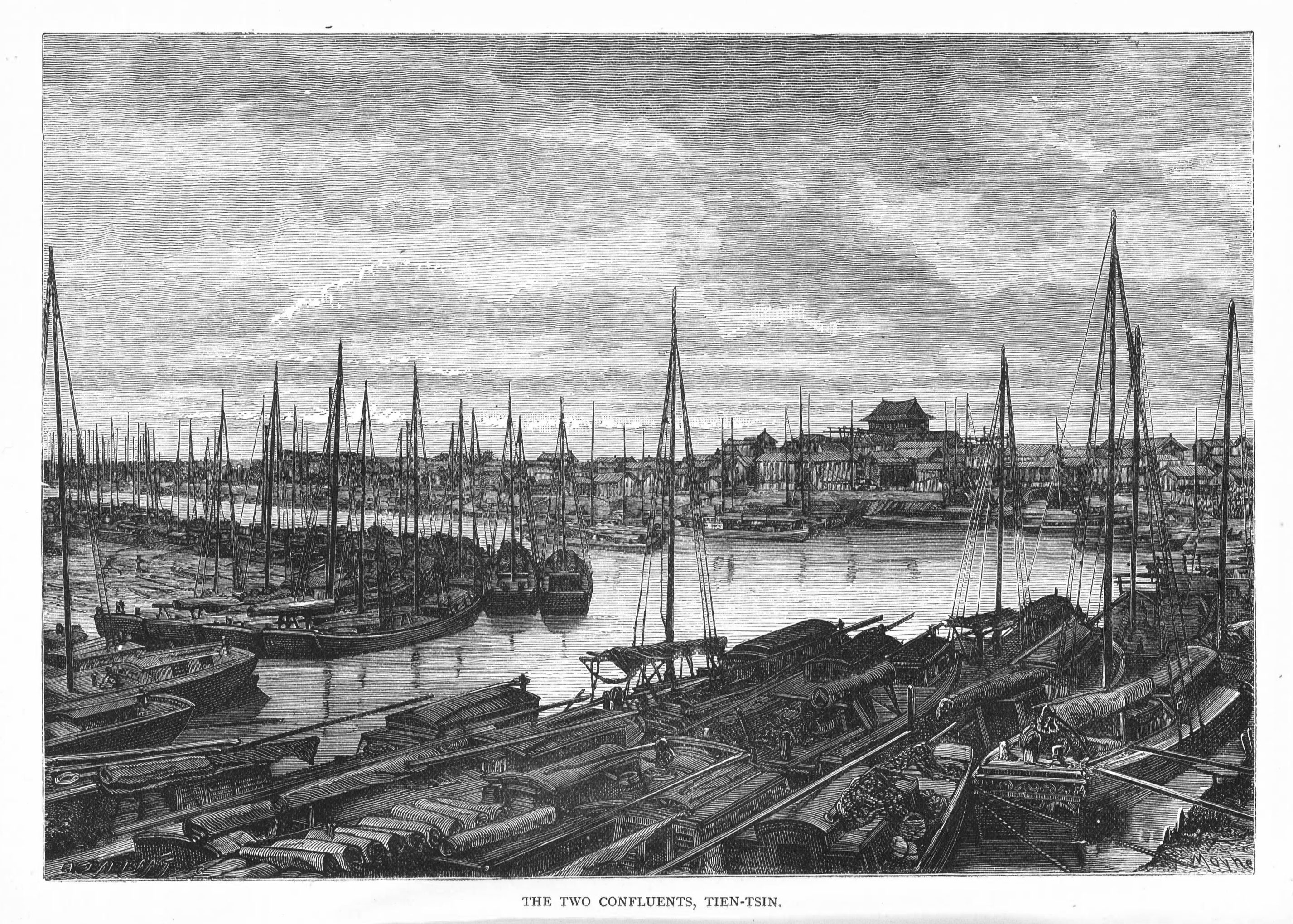
天津最早的发祥地

隋朝大运河的开通，使南运河和北运河的交会处“三岔河口”成为天津最早的发祥地。金代末年，为保障中都及漕盐储运的安全，贞祐二年（1214年）建直沽寨，三岔河口自此从单纯的漕运枢纽发展成为漕运与军事相结合的畿辅重镇；元延祐三年（1316年）改直沽寨为海津镇；明永乐二年（1404年），天津作为军事要地正式设卫，并于明永乐二年十一月二十一日（1404年12月23日）在直沽寨设卫筑城，初为夯筑土垣。明弘治年间（1493年），山东兵备副使刘福在天津老城正中心的十字街建造鼓楼。当时的天津城池平面为矩形，东西长1570米，南北宽900米，总面积为l.55平方公里。天津老城城墙四面设有四座门楼，东南西北分别为“镇东”、“定南”、“安西”和“拱北”。此后从清顺治至嘉庆的一百四十余年间，天津老城的城墙重修多达十二余次。经过明清两代的建设，天津城市初具规模，逐步向南运河和海河一带发展。

### 近代规划

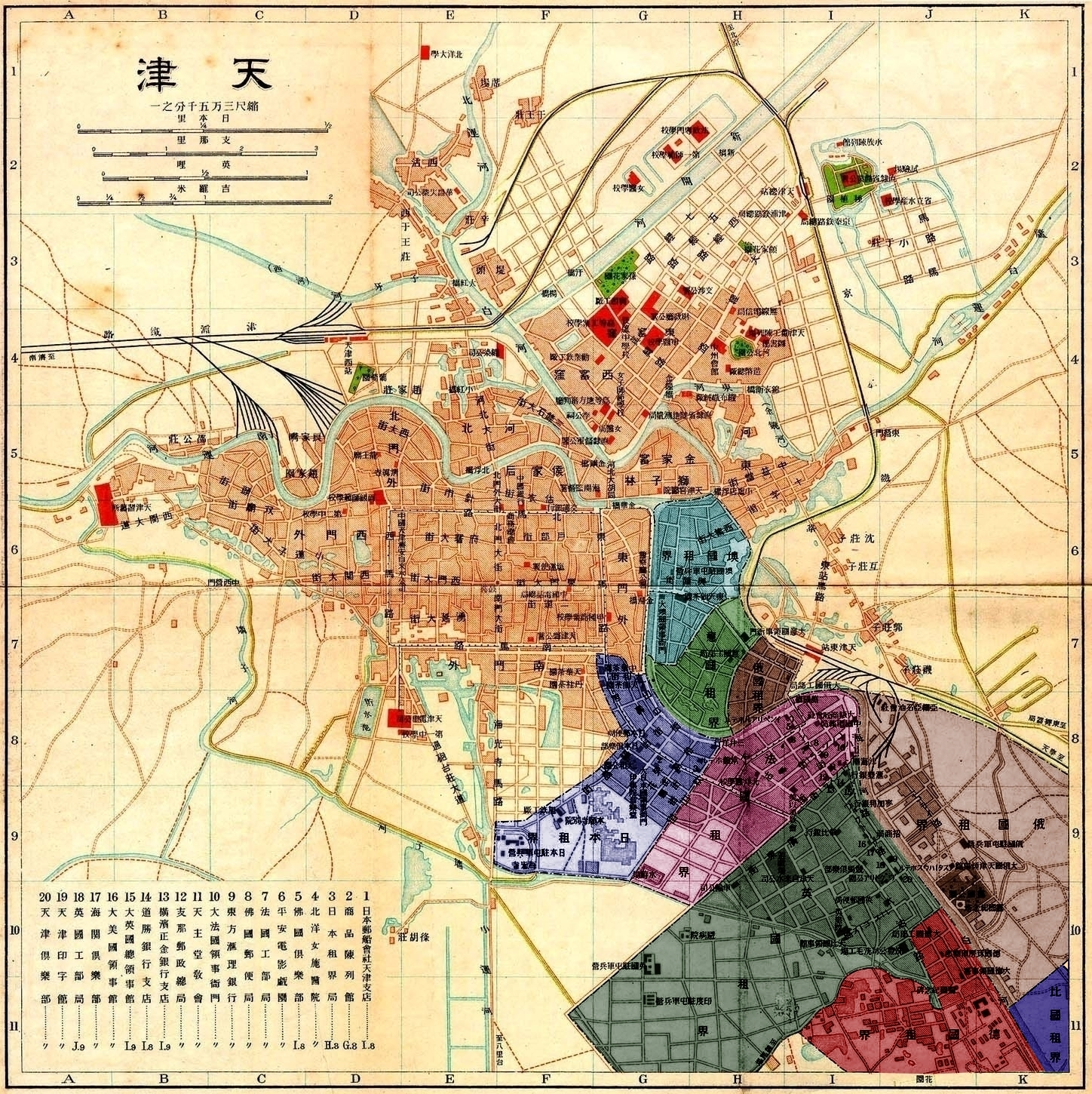
天津租界地图：
天津奥租界
天津意租界
天津俄租界（分为两部分）
天津比租界
天津日租界
天津法租界
天津英租界
天津德租界

通商口岸的设立和租界的划分是引发天津城市规划格局和空间演变的开端。从1860年英法租界的划分到1903年租界最后一次扩张结束，天津曾先后存在九国租界，租界的总面积是老城区的数倍。正是在这一时期，西方的现代城市规划理论和空间模式开始被引入天津。

#### 租界扩张与道路建设时期

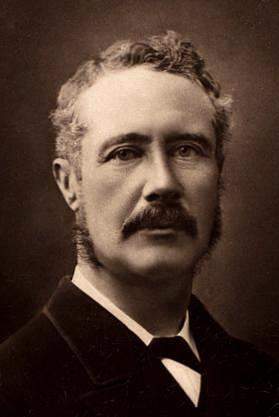
天津英租界规划的主导者英国军官查理·喬治·戈登

天津租界自开辟之后，租界中的工部局依据本国风格独自对专管租界进行规划、建设和管理。与老城区的空间定位不同，租界的选址和规划首先考虑的是交通与安全。天津成立了最早的市政管理机构一一英租界工部局，戈登制定的英租界规划率先将欧洲城市的空间模式被引入天津。它没有众多官僚机构组成的权力中心，也没有对空间秩序和市民行为实行控制的城墙、城门等，而是以维多利亚道为主轴的道路网、位于租界中心的教堂、港口码头、市政厅和公园形成一个与中国传统城市截然不同的城市空间。交通的便利与路况的改善推动了租界商贸的发展。受到租界的影响，1883年天津的华界设立了中国最早的市政机构——工程局，进行市政道路建设，主要是按照西洋方式修整街衙，将天津老城的大部分街道改造成西式的现代马路。1888年11月3日的《中国时报》曾这样报道天津，“一度遍地皆是深沟、大洞、臭水沟的使人恶心的可恨的道路被铲平、拉直、铺平、加宽。并且装了路灯，使人畜都感到舒服，与此同时，城壕里的好几个世纪以来积聚的垃圾也清除掉了。”日本作家谷崎潤一郎1918年来过天津并被当时天津独特的城市空间与都市文化所感染，曾在其小说中写道：“走在天津城里最气派、最整洁、最美丽的街区，令人仿佛来到了欧洲的都会。”1900年7月14日，八国联军攻陷天津老城，次年由八国联军组成的天津都统衙门下令拆除城墙，改筑环行马路，墙基残存在地面以下。

#### 局部规划建设时期
在洋务运动的背景下，直隶总督兼北洋通商大臣的袁世凯在天津海河北岸开始开发新城区——河北新区，在建设中较早采用了西方现代城市规划理念。与此同时，租界的扩张与划定逐渐告一段落，各国专管租界都进入各自为政的规划建设时期，其中英、法、日租界建设发展最为迅速，在其租界内出现了“城市用地分区”、“建设法规”以及“建筑标准”等的相关现代规划内容，租界逐渐成为干净整洁、秩序良好的新城区。旧城区与不断扩张的租界、新市区毗连成片，形成了新旧城区以大经路、东马路为中心和租界区以海河为中轴的网状道路城市格局和局部完整的自由拼贴城市形态，属于典型的马路主义城市规划风格。

#### 总体规划建设时期

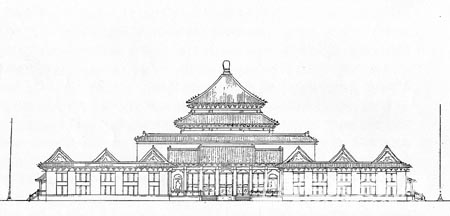
“梁张方案”中的天津市行政中心

北伐战争结束之后，天津作为华北最大的港口和商埠，其城市总体规划与规划理论和实践开始迅速发展。1928年，国民政府将天津划为特别市。1930年，天津开始征集城市总体规划方案，最终由梁思成和张锐共同主持的《天津特别市物质建设方案》，即“梁张方案”中标。这是天津近代城市规划史上第一部详细、全面的规划方案，尽管方案内容具有一定的空想性，但却反映了当时中国城市规划理论发展的水平与方向。“梁张方案”结论中，梁思成和张锐认为“天津因其特殊的位置，以往的历史，可独自树立，不必依附北平政治上的关系以作其盛衰的标准。”1936年天津市政府颁布了“建筑规则”来指导城市建设。

#### 日本占领时期
1937年日军占领天津及华北后，成立专门统筹华北地区内城市建设事务的华北建设总署，多次制订“华北开发计划”并反复强调资源的开发与交通运输事业建设两大原则。而天津在计划中被规划成向日本本国输送物资的交通枢纽。但太平洋战争爆发之后，日本侵华战略为适应战争需要发生了改变，天津除了作为交通枢纽的作用之外，也成为华北进行长期工业建设的城市之一。为此，日本先后在天津制订了《天津都市计划大纲》、《塘沽都市计划大纲》和《大天津都市计划》等规划。1939年华北建设总署都市局向天津特别市公署下达的《天津市都市计划大纲》，其方针是使天津成为华北贸易大港、商业都市和工业基地，而旧市区大体保持现状。此后，鉴于天津优越的经济、军事地位又再次制定《大天津都市计划》，提出将天津与塘沽合而为一。

#### 战后恢复与发展时期
1945年抗日战争胜利后，国民政府接收天津，并拟定了《扩大天津市计划》，提出扩大市区范围、建设卫星城镇、海河下游分段建设工业区、划分功能分区等主张。1947年，天津市临时参议会再次提出“扩大天津市区的要求”，并提出将塘沽、大港、新港等划归天津市辖，扩大市行政区域，在市内增修公路，兴建飞机场等。

### 当代规划
1953年-2006年间，天津市先后编制完成了22稿天津市城市总体规划方案，其中具有代表性的有1954年版、1986年版、1996年版和2006年版等四版“总体规划”。1949年以后，受到冷战和计划经济体制影响，包括天津在内的沿海地区基本不安排重要项目，对外贸易也受到极大影响，港口优势几乎完全丧失。工业带动城市同心圆式向外拓展，逐渐形成内向封闭型的城市结构，以工业为主的经济建设成为城市发展的主要推动力。改革开放后，天津在东部沿海的塘沽地区率先建立了天津经济技术开发区，外向型经济的发展拉动天津沿海河向滨海地区跳跃式拓展，向外向型城市转型，对整个城市和地区的发展起到了巨大的推动作用。

#### 中华人民共和国建国初期

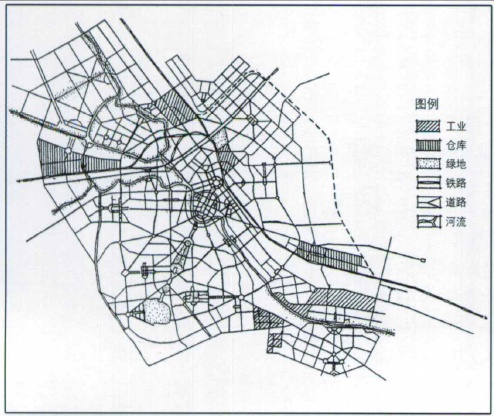
1954年版天津城市规划示意图

1953年1月，天津市城市建设委员会提出中华人民共和国建立以后的第一个城市初步规划方案——《天津市城市建设初步规划方案》。该方案主要目的是对天津市进行城市规划上的社会主义改造，将天津的租界型的城市布局向社会主义城市转变，城市路网确定为三环十八射的环形放射式，初步确定了日后天津主城区的同心圆结构。
根据1953年9月中共中央发布的《关于城市建设中的几个问题的指示》，天津作为中国具有相当规模的工业大城市，城市建设必须充分为工业生产创造便利条件。受其影响，在1954年底发布的《天津市城市规划要点》和《天津市城市规划草案》确定天津城市性质为“工业城市”具有战略意义，因此城市的建设必须为工业生产服务，在城市外围规划工业组团。1955年，由于中国在国际上受到经济封锁，根据中央政府的“限制沿海、支援内地”的政策，沿海城市主要是合理有效地利用资源，支援内地建设，不进行新的发展。当时苏联援华的156项目中天津仅有的国营第一一五厂也因此迁至陕西。同年，在“限制沿海、支援内地”背景下，天津市的城市规划方案进行了两次相应修编，先后对城市规划布局和范围进行了调整和对规划人口规模紧进行了紧缩。
1957年，《天津市城市初步规划方案》确定城市的性质是“综合性工业城市、南北水运要冲、华北水陆交通城市”。随着天津划为河北省省会，天津专区、沧州专区及所属县也划归天津，天津市面积达到31894平方公里。1958年9月编制了《天津市初步规划说明》。1959年，《天津市城市规划简要说明》确定天津的城市性质是“以机电工业与海洋化学工业为主的综合性工业城市，华北水陆交通枢纽”。1960年的、《天津市区域规划草案》明确提出，将天津由单一城市改造为组合性城市，建设卫星城镇，并提出“压缩改造旧市区，严格控制近郊区，积极发展县镇工业点”。

#### 文革时期
1966年，文化大革命发生后。天津市乃至全国的城市规划工作受到极大冲击，这一时期城市规划工作被粗暴地批判是“封建主义、资本主义、修正主义的产物”、“贪大求全思想”、“扩大城乡差别”；指责规划管理工作是“对人民群众实行管、卡、压”。天津市全面性的总体规划工作陷于停顿，规划工作机构解散，大多数工作人员下放劳动，只留了少数人搞些年度建设急需的规划与管理工作。1966年，为进行工农结合试点，迁出市区部分小厂经过规划开辟了大南河（永红村）近郊工业点。1970年与城市人防通道工程结合，利用墙子河河槽（新华路至南开三马路段）以及沿南开三马路、西马路、大丰路至西站，开始修建城市地下铁路，首次在天津城市规划中增添了地铁规划。1971年开辟了大港石油化工基地，做了大港工业点的详细规划。1972年，为了扩建天津新港和改变港口面貌而再次修编的《天津市城市总体规划》对天津和塘沽和天津铁路枢纽规划进行了修订。1973年9月，国家建委城市建设局在合肥召开城市规划座谈会，研究了加强城市规划工作等问题。同年，天津市成立规划设计管理局。1974年由天津市革命委员会副主任赵武成主持，组织、恢复城市总体规划的编制修订工作，由市建委、计委、科委、规划局组成编修城市总体规划办公室。

#### 震后重建时期

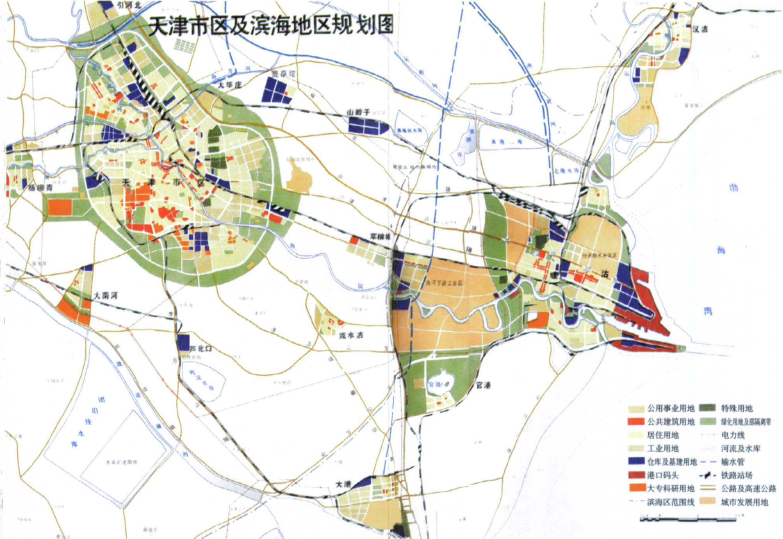
1986年天津市区及滨海地区规划图

1976年7月28日，河北省唐山、丰南地区发生的里氏7.8级强烈地震波及天津。超过六成的建筑遭到地震破坏，近70万人失去住房。天津的工业损失严重，超过三成企业遭到严重破坏，同时北大港水库和于桥水库也被地震严重破坏1978年《天津市城市总体规划纲要》结合抗震救灾、恢复重建的工作，提出将天津建设成为一个现代化的、工农业协调发展的、城乡结合的社会主义新型城市，建设“以石油、石油化学工业和海洋化学工业为特点的、先进的综合性工业基地”。

#### 战略东移时期
1986年8月4日国务院批复的《天津市城市总体规划方案（1986-2000年）》（1986年版《总规》）确定天津的城市性质为“拥有先进技术的综合性工业基地，开放型、多功能的经济中心和现代化的港口城市”。该方案确定以海河为轴线、市区为中心、市区和滨海地区为主体，与近郊卫星城镇及远郊县镇组成性质不同、规模不等、布局合理的城镇网络体系。同时，工业用地战略东移，重点发展滨海地区工业建设，为形成全市新的经济增长点和新的城市格局。
这样的城市空间布局有利于利用滨海优势及港口、公路、铁路等良好的交通运输条件，发展现代化、集约化的大型工业，促使工业东移，优化了城市产业布局，工业东移的发展战略在日后则为滨海新区的发展打下了良好的基础。该版总规以城市建设为特征，重点是弥补基础设施建设欠账一哑铃式“城市布局符合当时天津市的功能定位和发展方向。但这一方案中的城市性质的定位在日后遭到研究城市地理学学者的批评，认为其没有突出天津的特色，可以套用在任何一个沿海大城市。

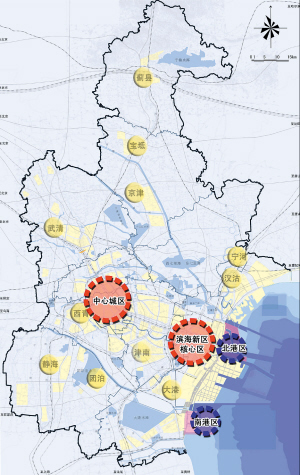
天津市总体战略示意图

#### “双城双港”时期

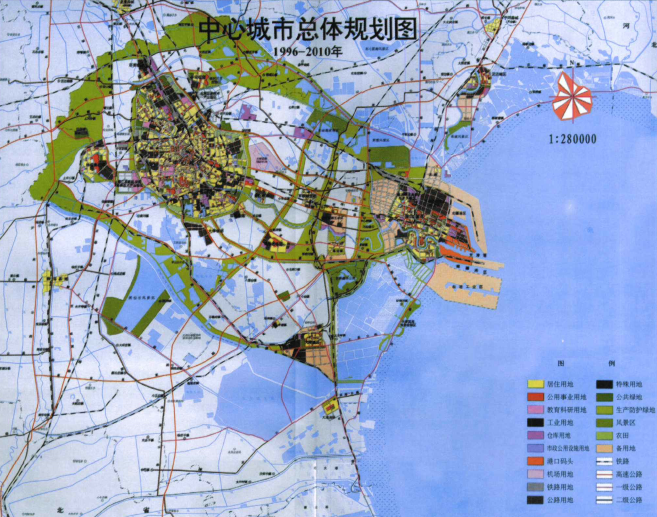
1996年天津市中心城市总体规划图

2006年3月，天津滨海新区的开发开放被正式纳入国家总体发展战略，极大地改变了天津市城市规划的格局。同年7月，国务院批复了《天津市城市总体规划(2005-2020年) 》，即2006年版《总规》作出批复：“天津市要以滨海新区的发展为重点，逐步建设成为国际港口城市、北方经济中心和生态城市”。
此后，天津市人民政府根据2006年版《总规》修编了《天津市空间发展战略》提出“双城双港、相向拓展、一轴两带、南北生态”城市规划理念。其中，“双城”是指天津市中心城区和滨海新区核心区；“双港”是指天津港和天津南港；“南北”指市域中北部及南部；“北端”是指蓟县北部山地丘陵地带。最为突出的变化就是以塘沽、开发区、天津港保税区为主的滨海新区核心区，首次由卫星城的地位提升至第二主城区的地位，使得天津正式确立“双城”的城市格局。
2011年，为保障天津市“十二五”规划目标的落实，天津市规划局编制了《天津市近期建设规划（2011—2015年）》。2013年4月，在《天津市城市总体规划（2005-2020年） 》执行8年后，天津市政府出台《天津城市定位指标体系》，要求对天津市“国际港口城市、北方经济中心和生态城市”的三个定位予以进一步的分工和任务分解。
2021年征求意见的《天津市国土空间总体规划（2021-2035年）》提出天津市的战略定位是“全国先进制造研发基地、北方国际航运核心区、金融创新运营示范区、改革开放先行区”。

## 近代以来天津市主要规划文件和内容
| 修编时间     | 编制单位               | 规划文件名称                                                 | 备注   |
| ------------ | ---------------------- | ------------------------------------------------------------ | ------ |
| 1903年2月    | 袁世凯                 | 《开发河北新市场章程十三条》                                 | [ 19 ] |
| 1930年       | 梁思成、张锐           | 《天津特别市物质建设方案》                                   | [ 9 ]  |
| 日占时期     | 华北建设总署           | 《天津都市计划大纲》 《塘沽都市计划大纲》 《大天津都市计划》 | [ 10 ] |
| 1945年       | 天津临时议会           | 《扩大天津市计划》                                           | -      |
| 1953年1月    | 天津市城市建设委员会   | 《天津市城市建设初步规划说明》                               | -      |
| 1953年5月    | 天津市城市建设委员会   | 《天津市城市改建计划说明书》                                 | -      |
| 1954年1月    | 天津市城市建设委员会   | 《天津市城市规划总图草案说明》                               | -      |
| 1954年12月   | 天津市城市建设委员会   | 《天津市城市规划要点》 《天津市城市规划说明书》              | -      |
| 1957年3月    | 天津市建设局           | 《天津市城市初步规划方案说明》                               | -      |
| 1985年9月    | 天津市规划设计管理局   | 《天津市城市总体规划方案》                                   | -      |
| 2006年6月    | 天津市规划局           | 《天津市城市总体规划（2005-2020年）》                        | [ 20 ] |
| 2024年8月9日 | 天津市规划和自然资源局 | 《天津市国土空间总体规划（2021—2035年）》                    | [ 21 ] |

## 总体规划
在实行改革开放政策以后，1980年国务院批转的中重新确定了城市建设的方针政策，即：“控制大城市规模、合理发展中等城市、积极建设小城镇”的方针。全国各地的城市规划工作都因此变得活跃起来，城市规划的内容、理论和方法都有了发展，总体规划得到重视。1982年天津的城市总体规划方案即在这一时期完成。1984年1月中国《城市规划条例》正式颁布实施，从而推动了包括天津在内的大规模重新编制、调整和修改城市规划工作的开展。天津城市建设在唐山大地震灾后重建的过程中，城市新的布局已经有初步轮廓。1984年，天津获批成为14个沿海开放城市之一，提高了天津市在城市规划中对滨海地区的重视程度。1986年版城市总体规划方案，自1982年后经过三次修订、调整，最后又经过天津市时任市委书记、市长亲自主持审查修改，在1985年确定了方案并上报国务院，在1986年得到审批。这是天津市第一次有经过国务院批复的城市总体规划方案。2006年3月22日，国务院常务会议批复的2006年版《总规》将天津定位为“国际港口城市、北方经济中心、生态城市”。

### 城市性质

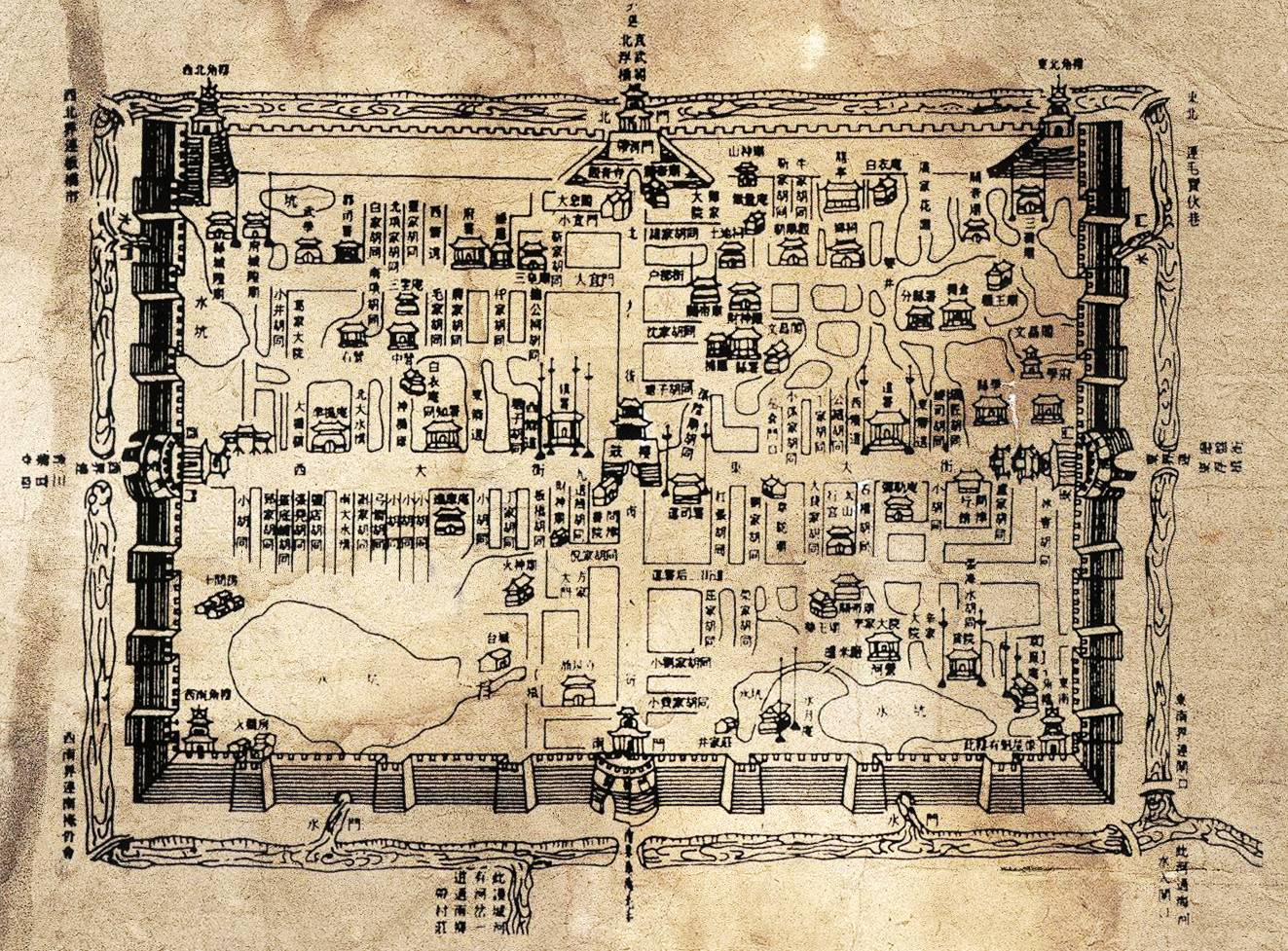
清朝道光年间的天津老城地图

天津市最初的原始聚落点为三岔河口，公元1205年金章宗改凿运河，三岔河口地段就成为由南方通达京师的漕运枢纽。此后，遣军戍卫出现直沽寨。14世纪初，升为海津镇，盐业、渔业也随着交通的通畅有所发展，变为具有一定规模的市镇。到了明朝设卫筑城，天津正式作为一个城市而兴起，逐步成为水陆交通枢纽、戍卫漕运要冲和京畿要塞。随着城市各方面职能继续发挥和逐步扩大，清雍正三年(1725年)改卫为州，后又由州升府，标志着天津由单职能向多职能发展演变。交通枢纽和港口职能的发展促进了商业、手工业的发展，而商业、手工业的繁盛，又反过来促进着水陆交通运输、港口作用的发展与腹地扩大，使天津逐步形成为中国北方的经济中心和重要港口，构成为内向型、封闭性的封建城市。这样的城市性质，一直到天津开埠前都大体上没有变化。
1860年天津开放为通商口岸，天津作为北方的经济中心城市，在近代工业、内外交通运输、金融贸易等多种职能方面有了空前的发展，城市规模也在迅速扩大，城市人口与城市用地自开埠时至1937年分别增加2.6倍和7.4倍；到1948年中华人民共和国成立前分别增长了5.4倍和12.6倍。天津成为当时中国第二大的工商业城市和北方最大的金融商贸中心。2006年3月22日，国务院常务会议批复的2006年版《总规》将天津定位为“国际港口城市、北方经济中心、生态城市”，成为目前指导天津市建设的纲领。

### 城市规模

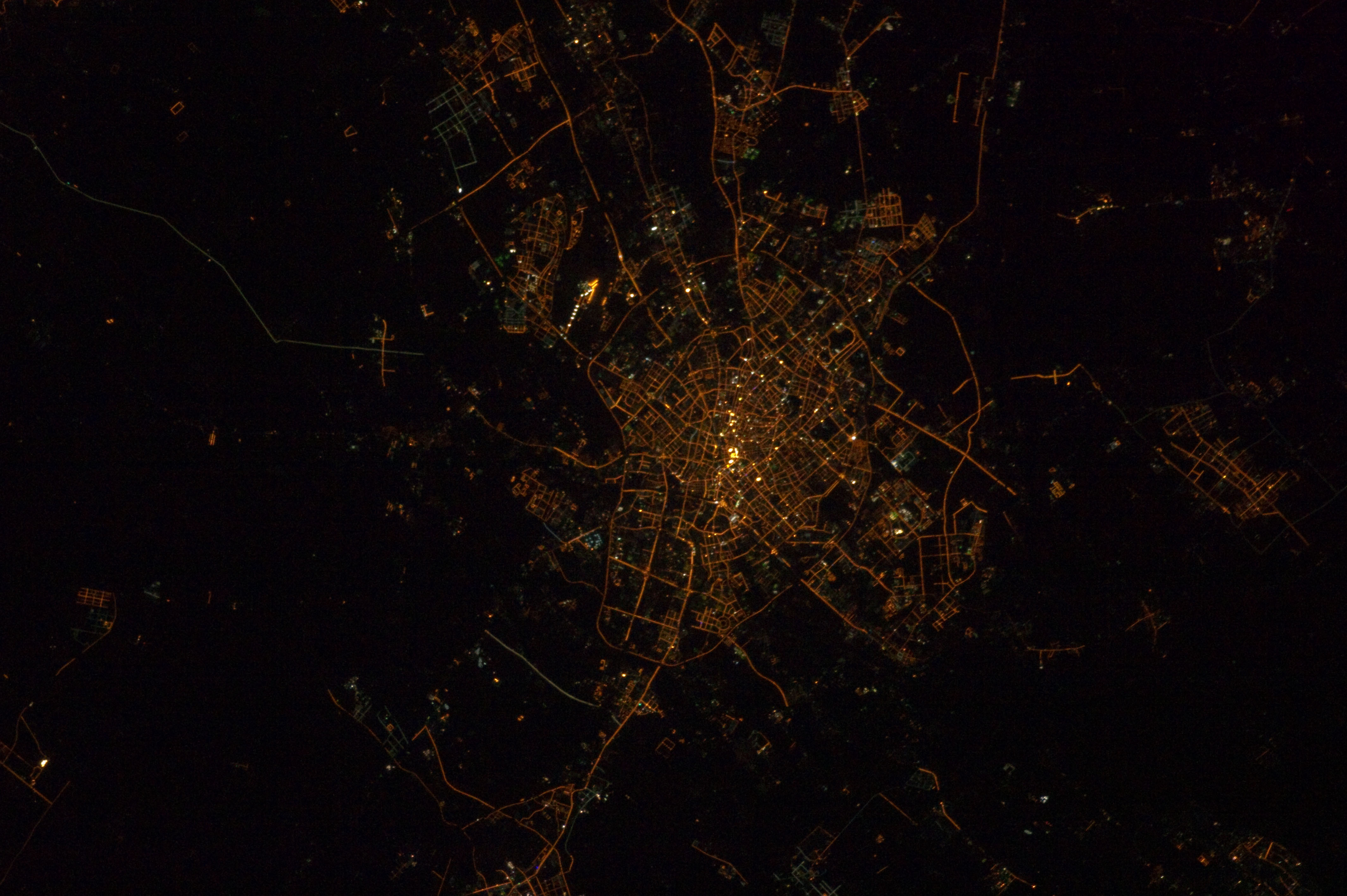
2012年9月30日的天津市区空拍圖

从人口规模和用地规模上看，天津市在近代一直属于中国规模最大的城市之一，尤其是在1860年成为通商口岸之后，城市规模也在迅速扩大，城市人口与城市用地自开埠时至1937年分别增加2.6倍和7.4倍；到1948年中华人民共和国成立前分别增长了5.4倍和12.6倍。根据天津市统计局依据现行行政区划范围的统一统计口径的数据，1949年天津市总人口为399.48万，其中市区人口179万(不含塘沽、汉沽)。至1984年总人口为795.5万，其中市区人口324.7万。市区人口1984年比1949年增加145.7万，市区增加数字中自然增长累计141.02万，机械增长累计3.12万。1984年全市人口中城镇人口437.1万，占全市人口总数的54.9％。截止到2008年，天津市常住人口截止为1176万人，其中外来人口达到224万人，城镇人口908.22万人，占总人口的77.23%；乡村人口267.78万人，占总人口的22.77%。
1984年，天津市已建成的约200平方公里，根据1986版总规天津市到2000年总用地规模为330平方公里，平均每人城市用地86.9平方米，人口密度降至每平方公里1.15万人。

### 总体布局

#### 中心城区

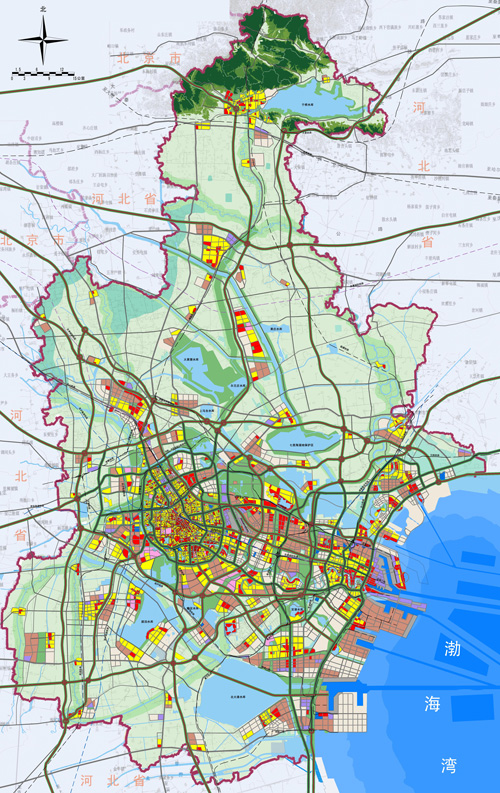
天津市近期建设规划2011版

中心城区是天津的发祥地，也是文化教育政治经济商业中心。规划提出中心城区实施“一主两副、沿河拓展、功能提升”的城市规划理念。确定在中心城区建立市级中心商务区。中心城区“一主两副”为小白楼地区城市主中心，西站地区、天钢柳林地区城市副中心。小白楼地区城市主中心由小白楼商务区、南站商务区以及和平路、滨江道、南京路沿线和天津金融城等组成。天津西站地区城市副中心位于中心城区西北部，规划范围东至南口路，西至红旗北路，南至南运河，北至普济河道。天钢柳林地区城市副中心位于中心城区东南部，是海河上游开发改造的重要节点。

#### 滨海新区

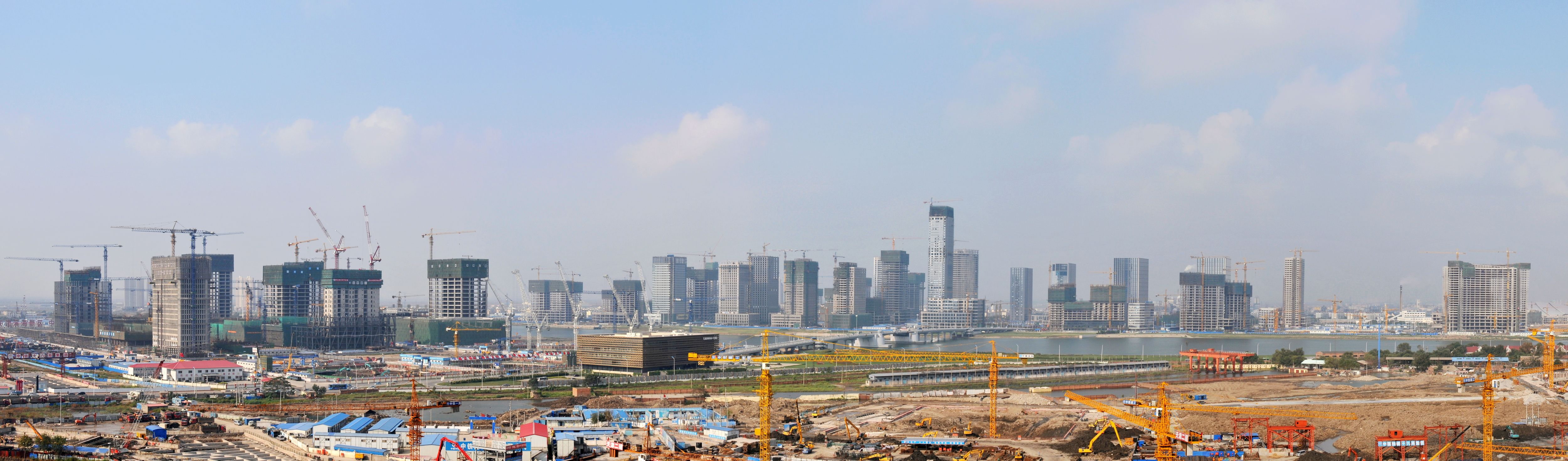
建设中的于家堡和响螺湾

滨海新区位于天津东部沿海，是天津市自1980年代起重点建设、发展的新城区，先后被写入中国“十一五”和“十二五”规划并上升为国家战略。滨海新区包括先进制造业产业区、临空产业区、滨海高新区、临港工业区、南港工业区、海港物流区、滨海旅游区、中新天津生态城、中心商务区九大产业功能区和世界吞吐量第五位的综合性贸易港口——天津港。2010年，滨海新区被确定为首批国家创新型试点城区。在发展天津港的同时，天津正在渤海西岸的盐碱滩涂上加紧建设吞吐量两亿吨的第二港口——天津南港，也称天津港的南港区。

## 专项规划

### 近期建设规划
天津市近期建设规划是对天津市短期内建设目标、发展布局和主要建设项目的实施所作的安排。2011年，为保障天津市“十二五”规划目标的落实，天津市规划局编制了《天津市近期建设规划（2011—2015年）》。

### 景观规划
天津市在中国旅游地理分区中，属黄河中下游华夏文化名山沃野海滩风光旅游区，文化遗产是这一地区景观资源的突出特点。天津的城市布局是在不同历史发展时期沿海河发展起来的，并造就了海河两岸风格各异、中西文化相融合的城市空间形态，形成了以海河为轴线、以市区为主体、以塘沽和蓟县为两翼的特色景观格局。天津市城市整体风格定位于海河文化，历史的各个阶段都与海河息息相关。天津市于1986年获批成为国家级历史文化名城，市内拥有众多的文物占迹，天津市中心城区登记在册的全国级重点文物保护单位6处，市级文物保护单位88处，合计94处。

## 规划展览馆
天津市规划展览馆是天津市关于城市规划的市级专题展览馆，位于天津市河北区的意式风情区博爱道30号。建筑面积15000平方米，其中布展面积10000平方米。